# Andrei Sinitsyn
Bản mẫu:Eastern Slavic name
Andrei Alekseyevich Sinitsyn (tiếng Nga: Андрей Алексеевич Синицын; sinh ngày 23 tháng 6 năm 1988) là một cầu thủ bóng đá người Nga. Anh chơi ở vị trí thủ môn cho F.K. Krasnodar.

## Sự nghiệp
Vào ngày 20 tháng 6 năm 2014, Sinitsyn ký bản hợp đồng thêm 2 năm cùng với F.K. Krasnodar, kéo dài đến hết mùa hè năm 2017.

### Thống kê sự nghiệp
Tính đến 13 tháng 5 năm 2018
| Câu lạc bộ             | Mùa giải            | Giải vô địch                | Giải vô địch | Giải vô địch | Cúp     | Cúp       | Châu lục | Châu lục  | Tổng cộng | Tổng cộng |
| Câu lạc bộ             | Mùa giải            | Hạng đấu                    | Số trận      | Bàn thắng    | Số trận | Bàn thắng | Số trận  | Bàn thắng | Số trận   | Bàn thắng |
| ---------------------- | ------------------- | --------------------------- | ------------ | ------------ | ------- | --------- | -------- | --------- | --------- | --------- |
| FC Chita               | 2005                | FNL                         | 1            | 0            | 0       | 0         | –        | –         | 1         | 0         |
| FC Chita               | 2006                | PFL                         | 6            | 0            | 3       | 0         | –        | –         | 9         | 0         |
| FC Chita               | 2007                | PFL                         | 14           | 0            | 0       | 0         | –        | –         | 14        | 0         |
| FC Chita               | 2008                | PFL                         | 25           | 0            | 0       | 0         | –        | –         | 25        | 0         |
| FC Chita               | 2009                | FNL                         | 14           | 0            | 1       | 0         | –        | –         | 15        | 0         |
| FC Chita               | 2010                | PFL                         | 29           | 0            | 0       | 0         | –        | –         | 29        | 0         |
| FC Chita               | Tổng cộng           | Tổng cộng                   | 89           | 0            | 4       | 0         | 0        | 0         | 93        | 0         |
| FC Yenisey Krasnoyarsk | 2011–12             | FNL                         | 33           | 0            | 2       | 0         | –        | –         | 35        | 0         |
| F.K. Krasnodar         | 2012–13             | Giải bóng đá ngoại hạng Nga | 15           | 0            | 1       | 0         | –        | –         | 16        | 0         |
| F.K. Krasnodar         | 2013–14             | Giải bóng đá ngoại hạng Nga | 10           | 0            | 5       | 0         | –        | –         | 15        | 0         |
| F.K. Krasnodar         | 2014–15             | Giải bóng đá ngoại hạng Nga | 6            | 0            | 2       | 0         | 4        | 0         | 12        | 0         |
| F.K. Krasnodar         | 2015–16             | Giải bóng đá ngoại hạng Nga | 4            | 0            | 1       | 0         | 1        | 0         | 6         | 0         |
| F.K. Krasnodar         | 2016–17             | Giải bóng đá ngoại hạng Nga | 12           | 0            | 2       | 0         | 4        | 0         | 18        | 0         |
| F.K. Krasnodar         | 2017–18             | Giải bóng đá ngoại hạng Nga | 25           | 0            | 0       | 0         | 4        | 0         | 29        | 0         |
| F.K. Krasnodar         | Tổng cộng           | Tổng cộng                   | 72           | 0            | 11      | 0         | 13       | 0         | 96        | 0         |
| Tổng cộng sự nghiệp    | Tổng cộng sự nghiệp | Tổng cộng sự nghiệp         | 194          | 0            | 17      | 0         | 13       | 0         | 224       | 0         |

## Danh hiệu
- Russian Second Division, Zone East best goalkeeper: 2010.